# Farhult

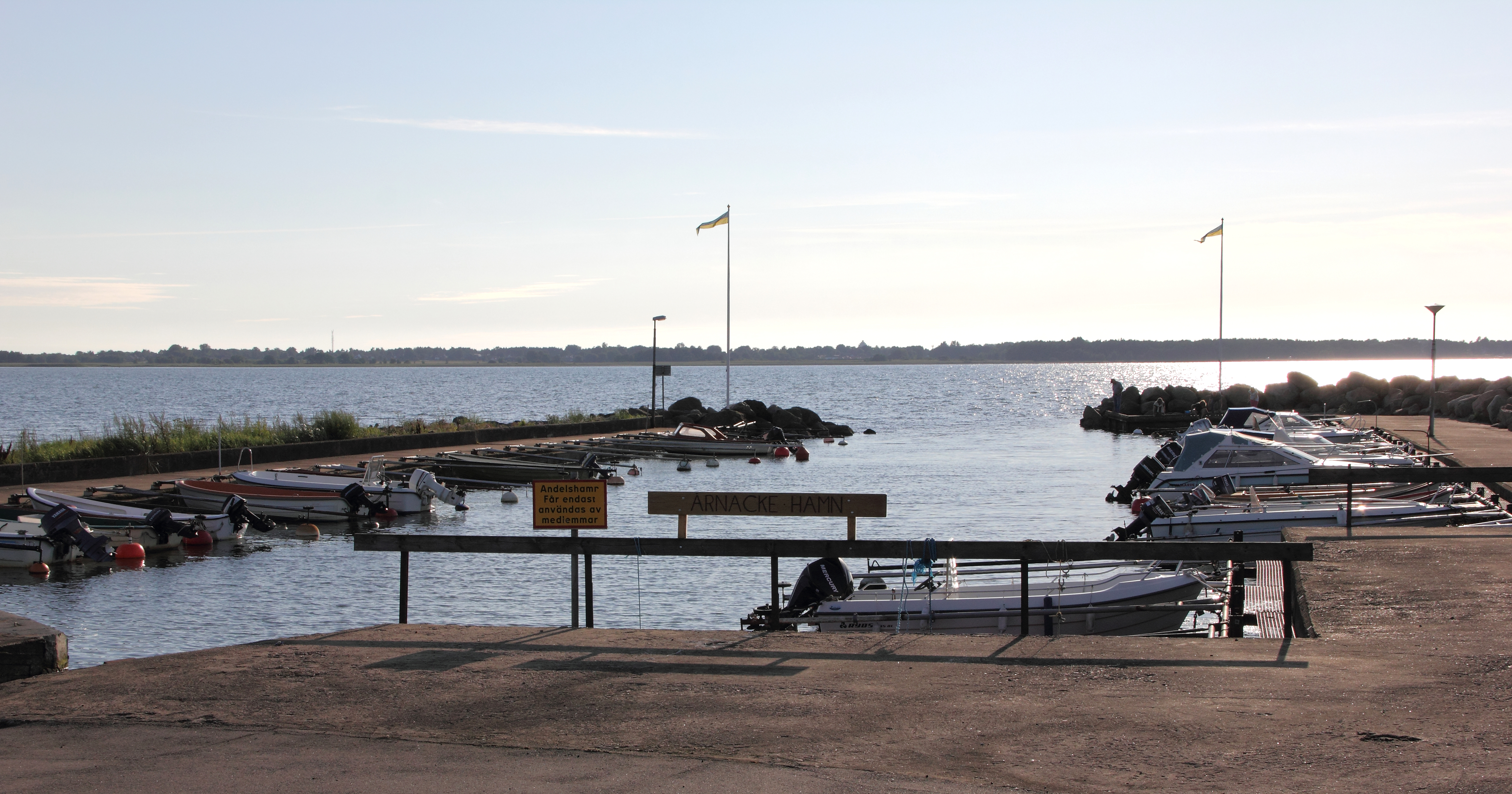
Årnacke hamn i Farhult

Farhult är en tätort i Höganäs kommun i Skåne län belägen vid Skälderviken. Norra delen består av Farhultsbaden som före 2015 utgjorde en småort benämnd Farhultsbaden och Stenvallabaden. Södra delen utgörs av kyrkbyn i Farhults socken där Farhults kyrka ligger.
Samhället består till stor del av fritidshusbebyggelse. 
Namnet är belagt sedan 1483  och kan tänkas  vara en sammansättning av ordet Fager och hult (skog).

## Befolkningsutveckling
| Befolkningsutvecklingen i Farhult 2015–2020                                 | Befolkningsutvecklingen i Farhult 2015–2020 | Befolkningsutvecklingen i Farhult 2015–2020 | Befolkningsutvecklingen i Farhult 2015–2020 | Befolkningsutvecklingen i Farhult 2015–2020 |
| --------------------------------------------------------------------------- | ------------------------------------------- | ------------------------------------------- | ------------------------------------------- | ------------------------------------------- |
|                                                                             |                                             |                                             |                                             |                                             |
| År                                                                          |                                             |                                             | Folkmängd                                   | Areal (ha)                                  |
| 2015                                                                        | 2015                                        |                                             | 312                                         | 95                                          |
| 2020                                                                        | 2020                                        |                                             | 352                                         | 101                                         |
| Anm.: Ny tätort, den tidigare småorten hade 2010 255 invånare på 66 hektar. |                                             |                                             |                                             |                                             |

## Personer
- Alf Nyman – var en svensk filosof.